# Christoph Brüx
Christoph Brüx (* 13. srpna 1965, Sonsbeck, NRW) je německý hudební skladatel, pianista, hudební producent, a malíř. Je rovněž autorem filmové hudby k několika filmům.
Jako skladatel a aranžér pracoval s umělci jako No Angels, Matthias Reim, Brooklyn Bounce, Bro’Sis a jini. 

Christoph Brüx v současné době žije a pracuje v Hamburku. Kromě hudby se zabývá např. výtvarným uměním, je majitelem ateliéru, kde pracuje jako malíř a sochař.

## Projekty (výběr)

### Bands
- SMC Unity[2]

Members: Sofie St. Claire, Matthias Menck, Christoph Brüx
- Dolphin Sound[3]

Members: Christoph Brüx, Matthias Menck

### Diskografie (výběr)
Seznam nahrávek.
| Rok  | Umělec                        | Název                                     |
| ---- | ----------------------------- | ----------------------------------------- |
| 1993 | SMC Unity                     | Move'n Groove                             |
| 1994 | SMC Unity                     | Make It Happen                            |
| 1995 | Matthias Reim                 | Tina geht tanzen (Anti-omámit píseň)      |
| 1995 | Matthias Reim                 | Ist das Liebe?                            |
| 1995 | Matthias Reim                 | Alles klar                                |
| 1996 | Dolphin Sound                 | The Circle                                |
| 1997 | Matthias Reim                 | Wenn du gehen willst, musst du gehen      |
| 1997 | Matthias Reim                 | Das erste Mal                             |
| 1998 | Sweet Sour                    | Pick A Number                             |
| 2000 | The Underdog Project          | Summer jam                                |
| 2000 | The Underdog Project          | Tonight                                   |
| 2001 | Double M.                     | Featuring Sophie* – Friday Nite           |
| 2001 | Brooklyn Bounce               | Born To Bounce (Music Is My Destiny)      |
| 2002 | Bro'Sis                       | All I Wanna Know                          |
| 2002 | Bro'Sis                       | Let Me Know                               |
| 2002 | The Underdog Project          | I Can't Handle It (Alex K Mix)            |
| 2003 | The Underdog Project          | Winter Jam                                |
| 2003 | Vanessa S                     | Shining                                   |
| 2003 | No Angels                     | Angel of Mine                             |
| 2004 | Novastar (2)                  | Summerjam                                 |
| 2005 | 18auf12 feat. Gary Krosnoff   | Back to St. Pauli                         |
| 2006 | Tony Cook & The Trunk-O-Funk  | Cash Advance                              |
| 2007 | Alex Prinz u.a.               | Try to write a lovesong (Ambientní hudba) |
| 2010 | 18auf12: 100 let FC St. Pauli | One Hundred Beers (100 piv)               |

### Filmografie
- Für die Familie (Pro rodinu) Krátký film, Německo 2004
- Alina (''Alina) TV seriál,[11] Německo 2005
- Alinas Traum (Alinin sen) Rodinný film, Německo 2005

## Související umělci
| - No Angels - Matthias Reim - Bro'Sis - The Underdog Project - Brooklyn Bounce - Vanessa S. - Anke Engelke - Marc et Claude | - Double M - Kool & The Gang - Matthias Menck - Thomas Hettwer - Tina Turner - Niklas Schmidt - David Hasselhoff - Bonnie Tyler | - Blümchen - Rainhard Fendrich - Anna David - Tony Cook - Moloko - Al Jarreau |